# سفارة أوكرانيا في الجزائر
سفارة أوكرانيا في الجزائر هي أرفع تمثيل دبلوماسي لدولة أوكرانيا لدى الجزائر. تقع السفارة في مدينة الجزائر وهي تهدف لتعزيز المصالح الأوكرانية في الجزائر.

## وصلات خارجية
- الموقع الرسمي
- قائمة سفارات أوكرانيا
- قائمة السفارات في الجزائر